# Уэда, Миёдзи
Миёдзи Уэда (яп. 上田 三四二 Уэда Миёдзи, 21 июля 1923 года — 8 января 1989 года) — японский писатель
, поэт танка и литературовед, представитель литературного «поколения интровертов». Родился на территории современного города Оно (префектура Хёго). Окончил медицинский факультет Университета Киото. После получения диплома работал терапевтом в муниципальных клиниках Киото и Токио.
В 1949 году примкнул к кругу поэтов журнала «Сингэцу» (新月, «Новолуние») и дебютировал как поэт литературной группы «Арараги» (アララギ, «Тисовое дерево»). В 1956 году участвовал в создании поэтического общество «Ао-но-кай» (青の会, «Синева»). В своих ранних танка воспевал любовь и душевную чистоту. После того, как дважды был госпитализирован с туберкулёзом и раком и оказывался на грани со смертью, обратился к экзистенциальным темам. Умер после продолжительного пребывания в больнице в первый день эры Хэйсэй от рака кишечника.
Лауреат многочисленных японских литературных премии для авторов и исследователей танка. Член Японской академии искусств (с 1987). Избранные сочинения (помимо танка): «Этот свет, эта жизнь» (この世この生, 1984, премия «Ёмиури», книга посвящена выдающимся буддийским монахам-поэтам Сайгё, Рёкану, Мёэ, Догэну), исследование «Симаги Акахико» (島木赤彦, 1986, премия Номы, об основателе «Арараги»), рассказ «Свадебное поздравление» (祝婚, 1988, премия Кавабаты). В 1987 году был удостоен Медали пурпурной ленты за вклад в танка и художественную литературу Японии.